# Stephan De Jonghe
Stephan De Jonghe, ook wel Stefaan De Jonghe  (Kruishoutem, 21 oktober 1902 – Etterbeek, 30 december 1933) was een Belgisch musicoloog, pianist en muziekpedagoog.

## Leven
Hij was zoon van hovenier van Kasteel van Kruishoutem (Aaishove) Remi Emiel De Jonghe en Maria Sidonia Tijdgat. Zijn muzikaliteit werd ontdekt door de organist van de Sint-Eligiuskerk. Die wist Stephans ouders over te halen hem te laten studeren aan de Vrije Normaalschool te Sint-Niklaas.
Na vier jaar studie behaalde De Jonghe zijn diploma onderwijzer-orgelist in 1921. Dat jaar ontving hij ook een getuigschrift leraar harmonie; in 1923 nog een diploma bibliothecaris; in 1925 een eerste prijs voor piano in de hogere graad. Hij ging daarop verder studeren aan de universiteit van Gent bij Floris van der Mueren (kunstgeschiedenis en oudheidkunde). Hij studeerde af in 1921 met een licentiaatsdiploma, met als thesisonderwerp De fonoplaat in dienst van het muziekonderwijs. De fonoplaat in dienst van de muziekgeschiedenis.
Van 1921 tot 1929 gaf De Jonghe les aan het Sint-Maarteninstituut te Aalst. In 1926 gaf hij in diezelfde stad zijn pianistendebuut. Educatie gaf hij ook via een aantal lezingen voor het Nationaal Instituut voor de Radio-omroep (1932). Hij was begonnen aan een diepgaande studie over Willem de Fesch, maar overleed vroegtijdig; de studie werd voltooid door F. van den Bremt. In de laatste jaren vormde hij vaak een pianoduo met Marcel Boereboom.
Hij overleed in het Institut médico-chirurgical Saint-Joseph in Etterbeek aan een acute blindedarmontsteking.
Zijn enig bekende compositie Zoeklicht (1927) is zoekgeraakt.

## Nalatenschap
De Stephan De Jonghe Stichting werd opgericht in 1969 met als doel de jeugd te interesseren aan muziek. Een van de initiatiefnemers was Yvonne Van den Sype, met wie Stephan De Jonghe zich verloofd had; een huwelijk kwam er niet door zijn plotselinge overlijden. Anderen waren Marinus de Jong, Marcel Boereboom en Denijs Dille. De stichting organiseert om de drie jaar een pianoconcours in Aalst. Voorwaarde is dat de deelnemer nog niet al tijdens zijn conservatoriumstudie een eerste prijs heeft gewonnen. De stichting geeft ook studiebeurzen uit, zodat niet kapitaalkrachtige studenten voor hun uiteindelijke carrière in het buitenland kunnen studeren. Er volgde ook de organisatie van een compositiewedstrijd.
Stephan De Jonghe was tijdens zijn korte leve promotor van nieuwe muziek, onder meer in de door hem geïnitieerde reeks Nieuwe Concerten.
Zowel Aalst als Kruishouten kennen een Stefaan De Jonghestraat.